# Saint John—St. Croix
Circonscription électorale fédérale du Canada
Saint John—St. Croix (auparavant Nouveau-Brunswick-Sud-Ouest ((en) New Brunswick Southwest)) est une circonscription électorale fédérale canadienne dans la province du Nouveau-Brunswick.
Comme le nom le suggère, le comté se constitue de la région sud-ouest de la province, entre la baie de Fundy et la frontière avec l'État de Maine. Le gros de la circonscription se trouve dans les comtés de Charlotte (dont certaines îles de la baie) et de York, auxquels est ajoutée une bande rurale entre les villes de Fredericton et Saint-Jean (parties des comtés de Sunbury, Queens, Kings et Saint John).
Les circonscriptions limitrophes sont Tobique—Mactaquac, Fredericton, Fundy Royal et Saint John.
À la suite du redécoupage de la carte électorale en 2022, la circonscription est renommée Saint John—St. Croix.

## Députés
| Législature                                    | Années        | Député          | Député              | Parti                     |
| ---------------------------------------------- | ------------- | --------------- | ------------------- | ------------------------- |
| Nouveau-Brunswick-Sud-Ouest issue de Charlotte |               |                 |                     |                           |
| 37e                                            | 2000–2003     |                 | Greg Thompson       | Progressiste-conservateur |
| 37e                                            | 2003-2004     |                 | Greg Thompson       | Conservateur              |
| St. Croix—Belleisle                            |               |                 |                     |                           |
| 38e                                            | 2004–2006     |                 | Greg Thompson       | Conservateur              |
| Nouveau-Brunswick-Sud-Ouest                    |               |                 |                     |                           |
| 39e                                            | 2006–2008     |                 | Greg Thompson       | Conservateur              |
| 40e                                            | 2008–2011     |                 | Greg Thompson       | Conservateur              |
| 41e                                            | 2011–2015     | John Williamson |                     | Conservateur              |
| 42e                                            | 2015–2019     |                 | Karen Ludwig        | Libéral                   |
| 43e                                            | 2019–2021     |                 | John Williamson (2) | Conservateur              |
| 44e                                            | 2021–2025     |                 | John Williamson (2) | Conservateur              |
| Saint John—St. Croix                           |               |                 |                     |                           |
| 45e                                            | 2025–en cours |                 | John Williamson (2) | Conservateur              |

## Résultats électoraux
|       | Candidat            | Parti        | # de voix | % des voix |
|       | (X) John Williamson | Conservateur | +14 624,  | 38,56 %    |
|       | Karen Ludwig        | Libéral      | +16 656,  | 43,92 %    |
|       | Andrew Graham       | NPD          | +04 769,  | 12,57 %    |
|       | Gayla MacIntosh     | Vert         | +01 878,  | 4,95 %     |
| Total | Total               | Total        | 37 927    | 100 %      |

|       | Candidat        | Parti        | # de voix | % des voix |
|       | John Williamson | Conservateur | +18 066,  | 56,64 %    |
|       | Kelly Wilson    | Libéral      | +04 320,  | 13,54 %    |
|       | Andrew Graham   | NPD          | +07 413,  | 23,24 %    |
|       | Janice Harvey   | Vert         | +01 646,  | 5,16 %     |
|       | Jason Farris    | Héritage     | +00450,   | 1,41 %     |
| Total | Total           | Total        | 31 895    | 100 %      |

|       | Candidat             | Parti        | # de voix | % des voix |
|       | (x) Greg Thompson    | Conservateur | +17 474,  | 58,32 %    |
|       | Nancy MacIntosh      | Libéral      | +05 863,  | 19,57 %    |
|       | Andrew Graham        | NPD          | +04 958,  | 16,55 %    |
|       | Robert Wayne Boucher | Vert         | +01 667,  | 5,56 %     |
| Total | Total                | Total        | 29 962    | 100 %      |